# Alvis T-Series 14
Der Alvis TA 14 war der erste Wagen, den Alvis nach dem Zweiten Weltkrieg als Nachfolger des Modells 12/70 1945 herausbrachte. Zahlreiche unabhängige Karosseriehersteller lieferten unterschiedliche Aufbauten für das Chassis. Eine technisch identische Roadsterversion mit eigenständiger Karosserie erhielt die Bezeichnung TB 14.

## Technik
Der Wagen hatte den Vierzylinder-Reihenmotor des Vorgängermodells mit hängenden Ventilen, allerdings mit 1892 cm³ Hubraum und 65 bhp (48 kW). Die Starrachsen vorn und hinten waren an halbelliptischen Blattfedern aufgehängt.

## Aufbauten
Alvis bot den TA 14 ab 1945 werksseitig mit Standardkarosserien an. Wie bei früheren Modellen auch, war der TA 14 alternativ als fahrbereites Chassis ohne Karosserie (Chassis-only) erhältlich. Damit hatten die Kunden die Möglichkeit, ihre Alvis-Chassis bei unabhängigen Karosserieherstellern mit individuellen Aufbauten ausrüsten zu lassen. Davon machten nahezu 30 Prozent aller Kunden Gebrauch. Grund dafür waren vor allem wirtschaftliche Aspekte: Mit der Übernahme eines fahrbereiten Chassis ohne Karosserie fiel eine deutlich geringere Purchase Tax als bei einem Komplettfahrzeug an.

### Werkskarosserien
Ab Werk war der TA 14 als geschlossener Viersitzer mit vier und als offener Viersitzer mit zwei Türen erhältlich. Die Werkskarosserien waren jeweils im traditionellen Vorkriegsstil gehalten und hatten freistehende Scheinwerfer, geschwungene Kotflügel und Trittbretter.
Die Karosserie der Limousine (Saloon) stellte Mulliners her.
Die Aufbauten der Cabriolets (Drophead Coupés) kamen anfänglich von Carbodies; hier entstanden ungefähr 400 Karosserien. Gegen Ende der Produktionszeit des TA 14 beauftragte der Londoner Alvis-Händler Brooklands of Bond Street den Karosseriehersteller Tickford mit dem Bau einer höherwertigen und teureren Cabriolet-Version, die sich stilistisch leicht von der Carbodies-Variante unterschied. Tickford produzierte insgesamt etwa 80 Drophead Coupés; einige davon wurde nachträglich auf Chassis gesetzt, die ursprünglich mit abweichenden Karosserien ausgestattet worden waren.

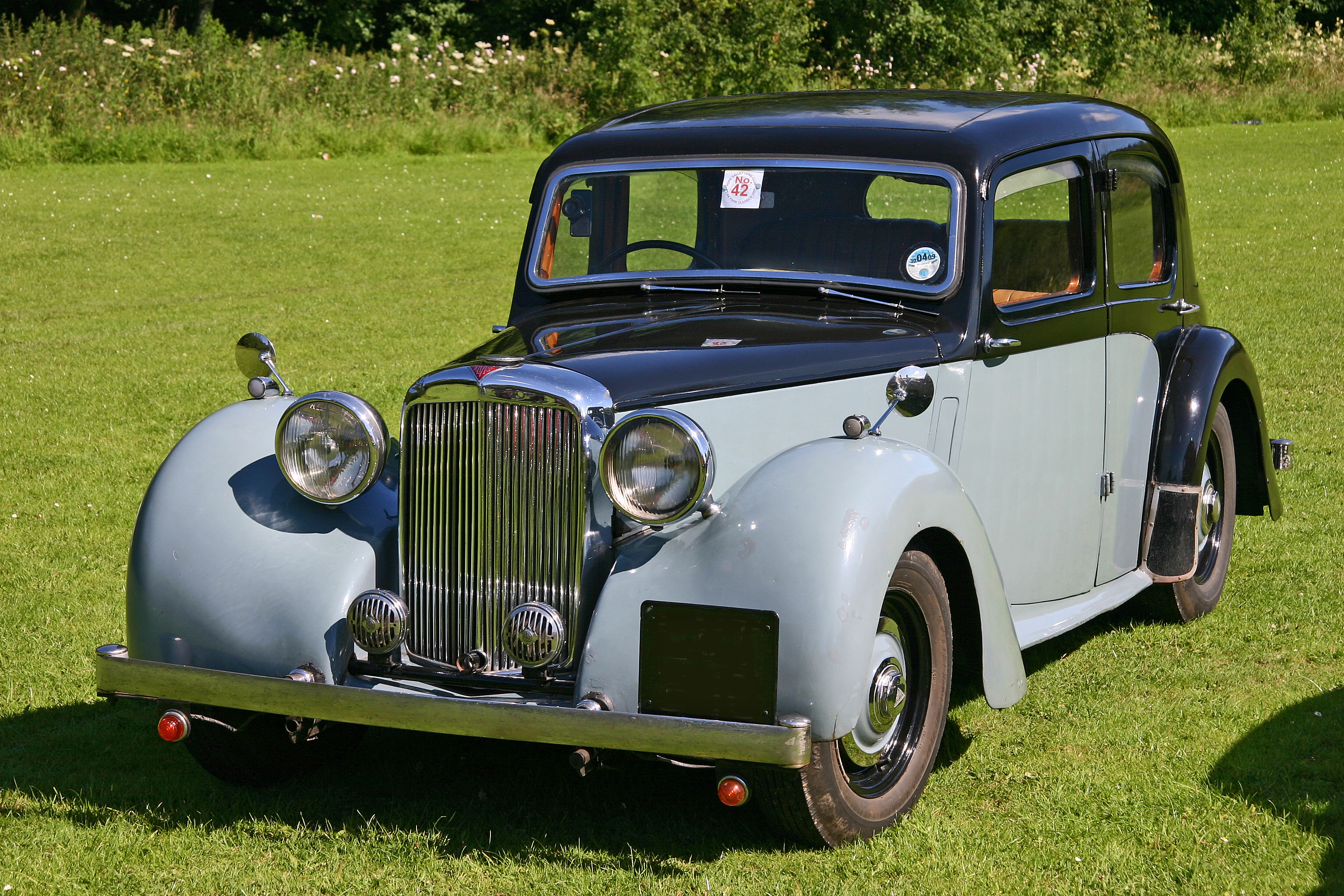
TA 14 Saloon mit Mulliners-Aufbau
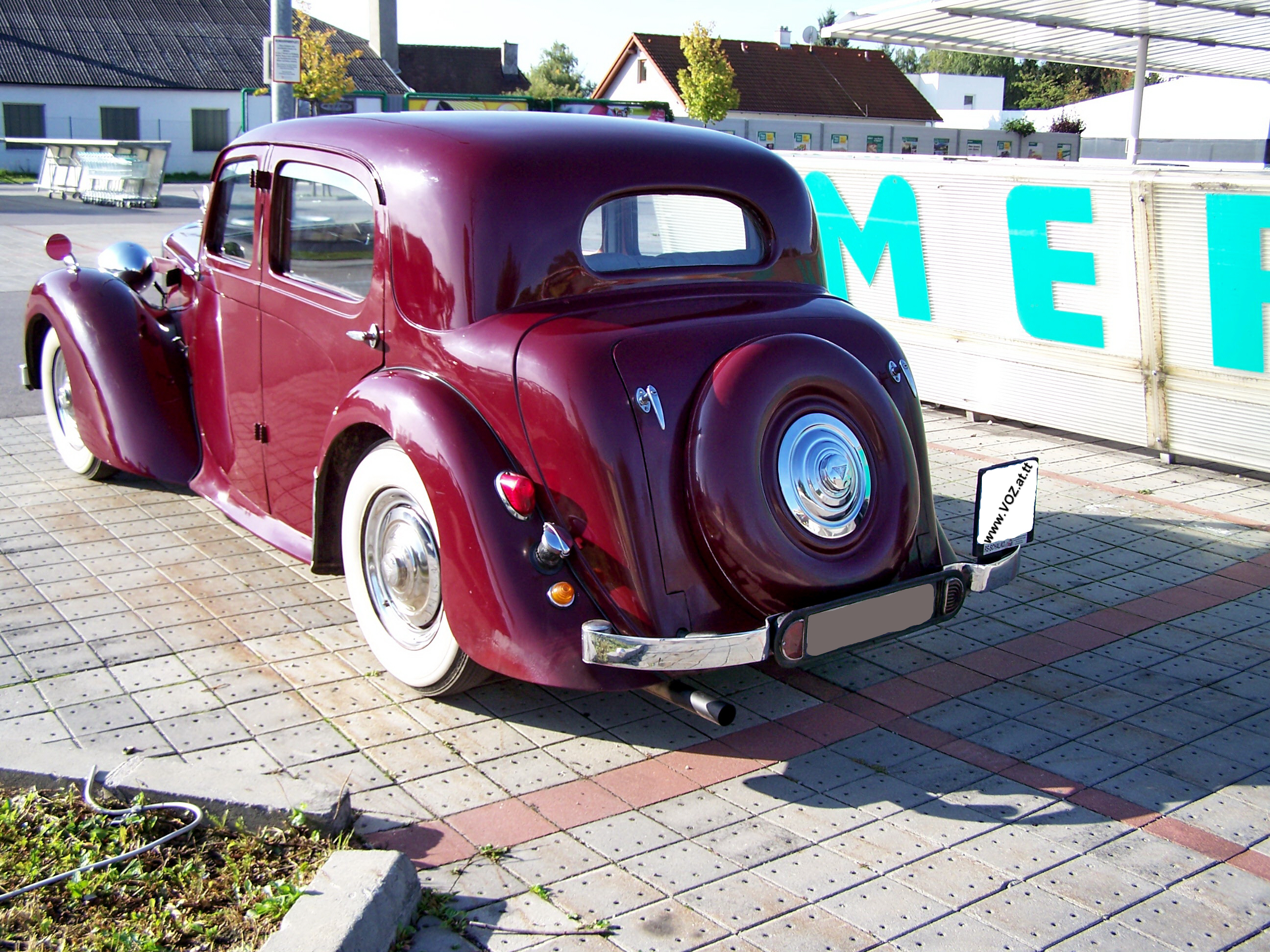
Heckansicht Saloon
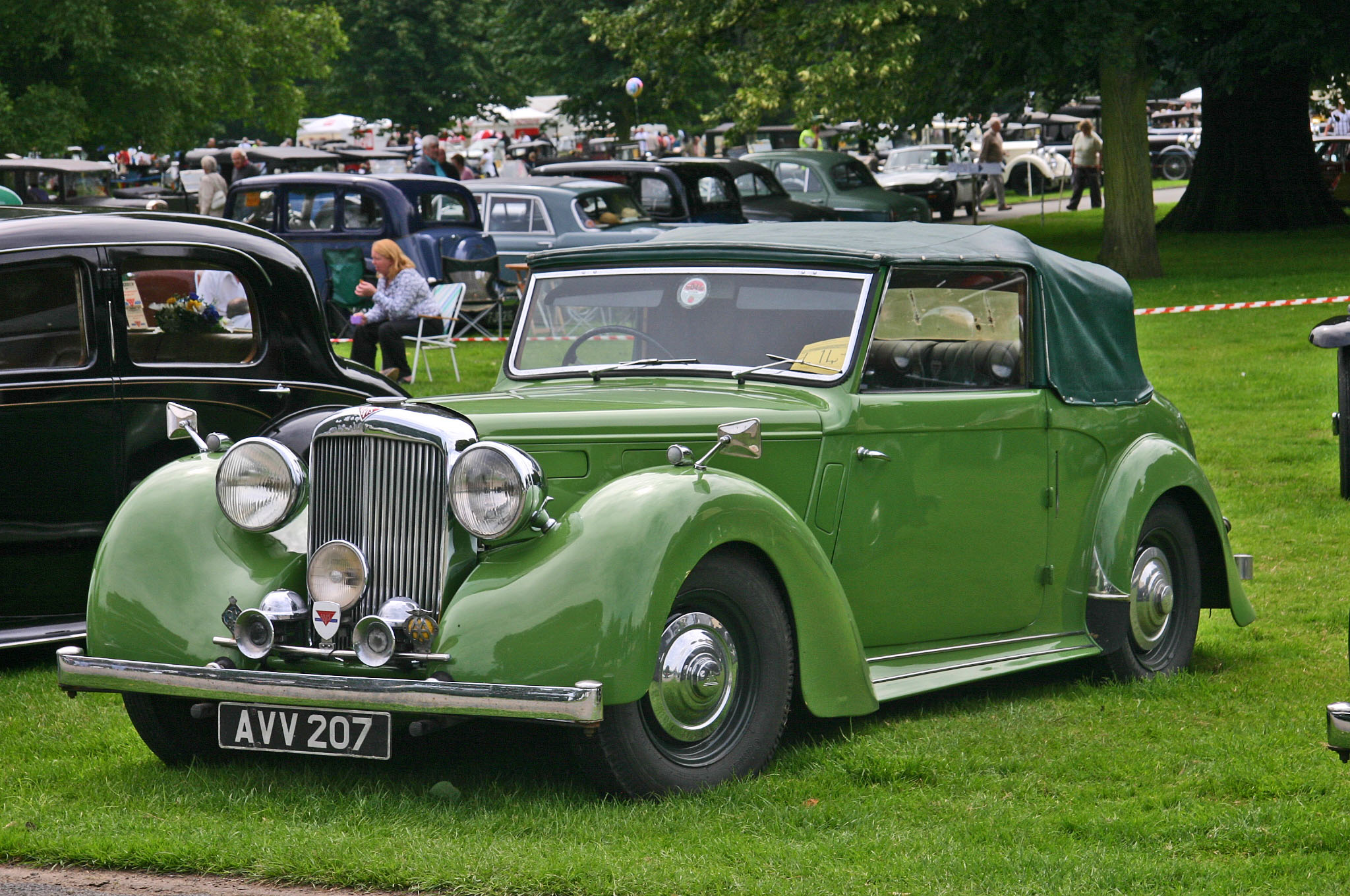
Drophead Coupé mit Carbodies-Karosserie
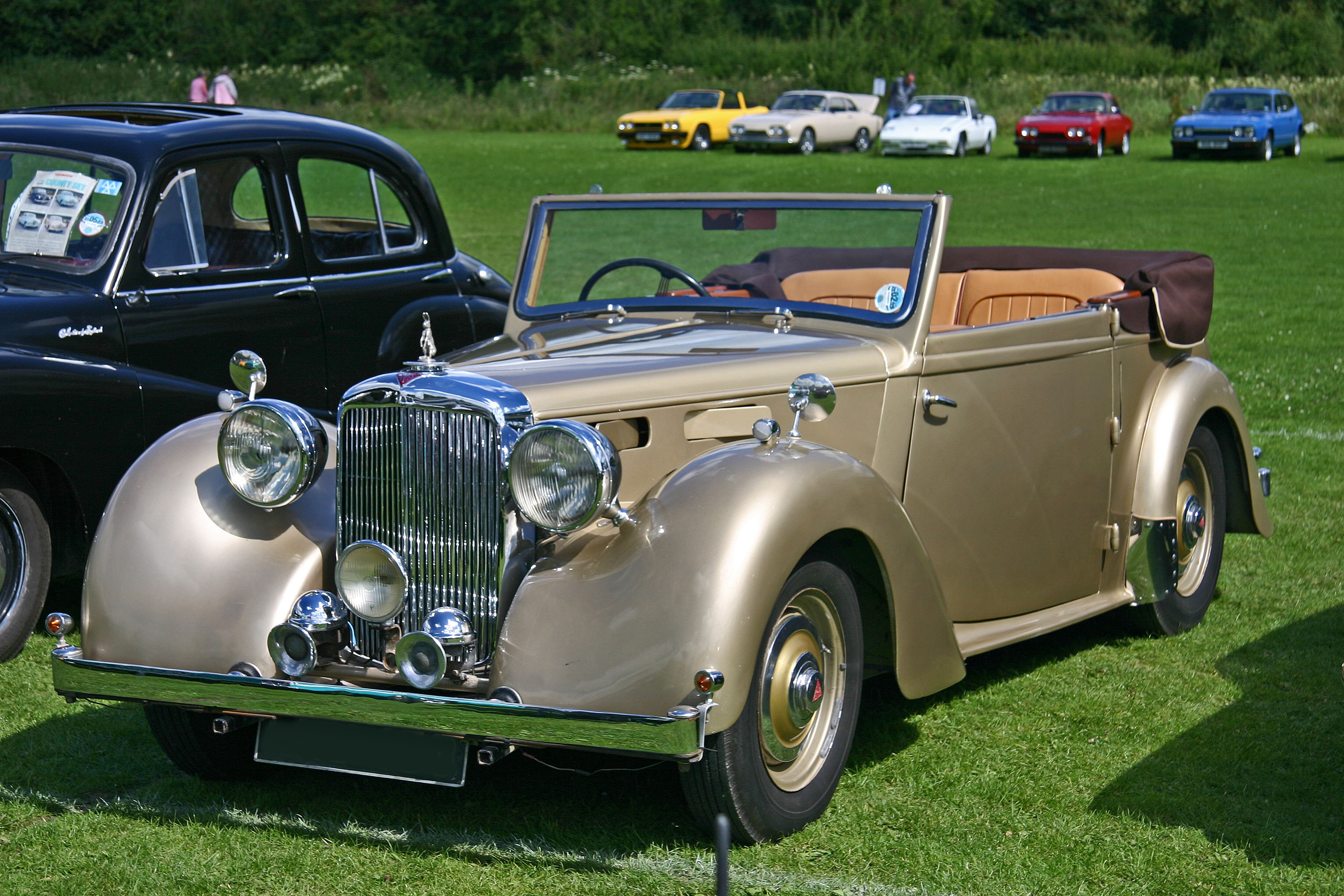
Drophead Coupé von Tickford

### Individuelle Karosserien
Die Karossierung der Rolling Chassis verantworteten die Kunden jeweils selbst. Vielfach komplettierten kleine, unerfahrene lokale Karosseriehersteller die TA-14-Chassis. Die Ergebnisse waren „oft hässlich oder schlecht gemacht oder im schlimmsten Fall beides“.
Etwa 40 Chassis erhielten Karosserien von Duncan, einige Chassis rüstete Mead auch mit älteren Drophead-Karosserien von Tickford aus, die ursprünglich für den MG SA gebaut worden waren. Einzelne Fahrzeuge wurden von Raine und Airflow Streamlines als Limousinen eingekleidet, einige Kombifahrzeuge im Woodie-Stil fertigte Scotney in St Ives, Gaze und Jensen. Pennock in Den Haag schließlich baute zwei Cabriolets auf TA-14-Basis.

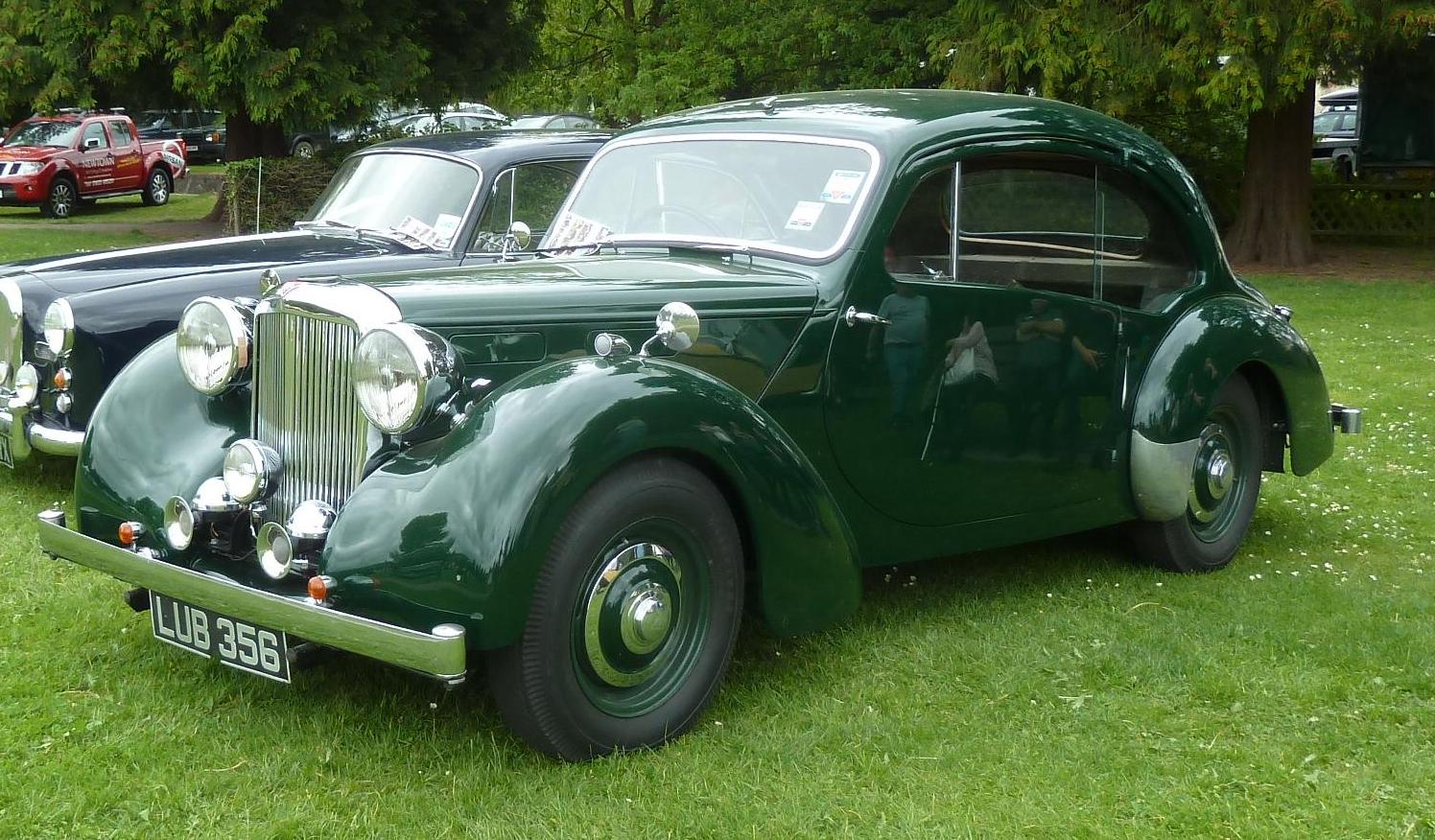
TA 14 Sports Saloon von Duncan
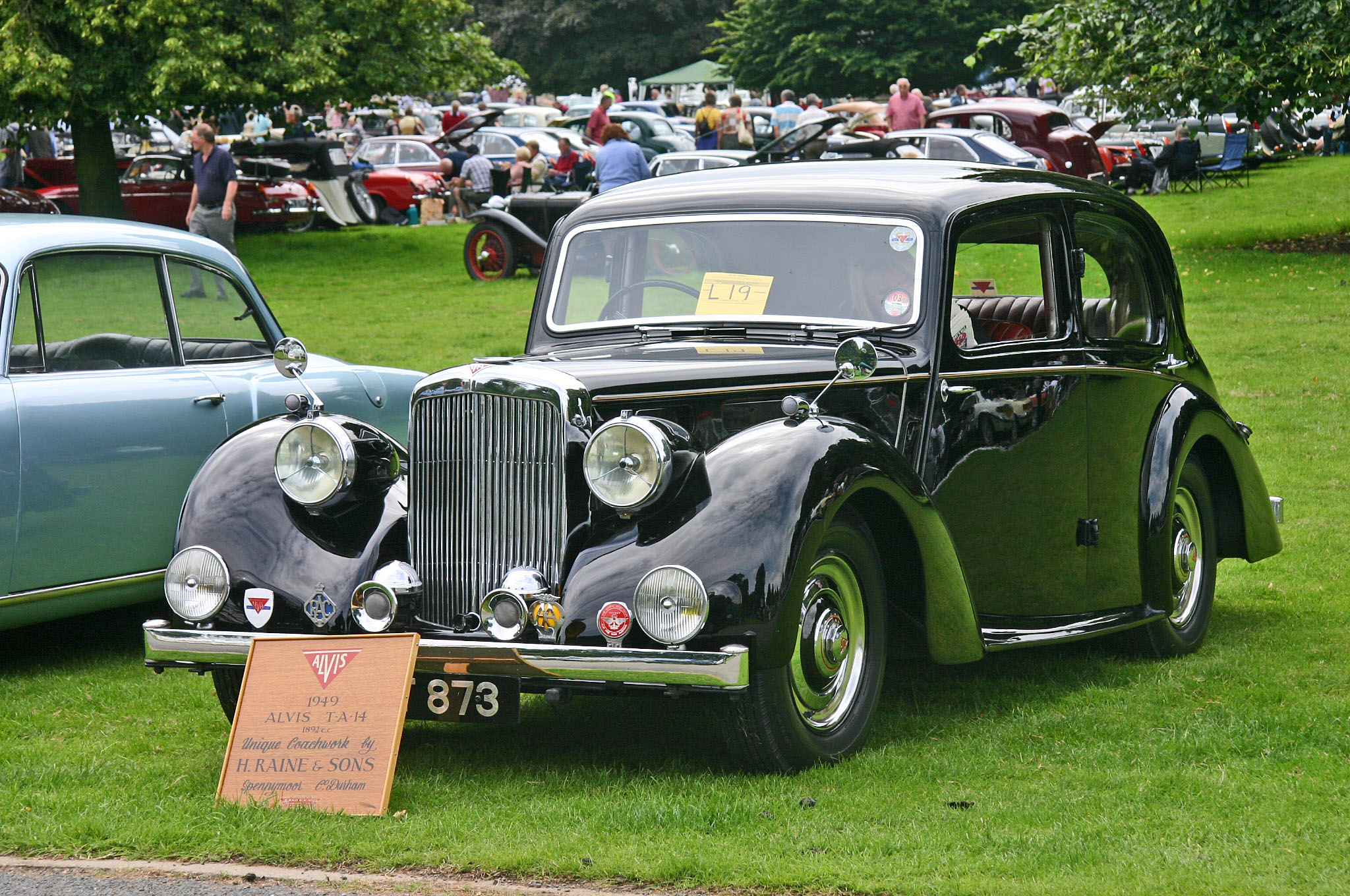
TA 14 Limousine mit Raine-Aufbau
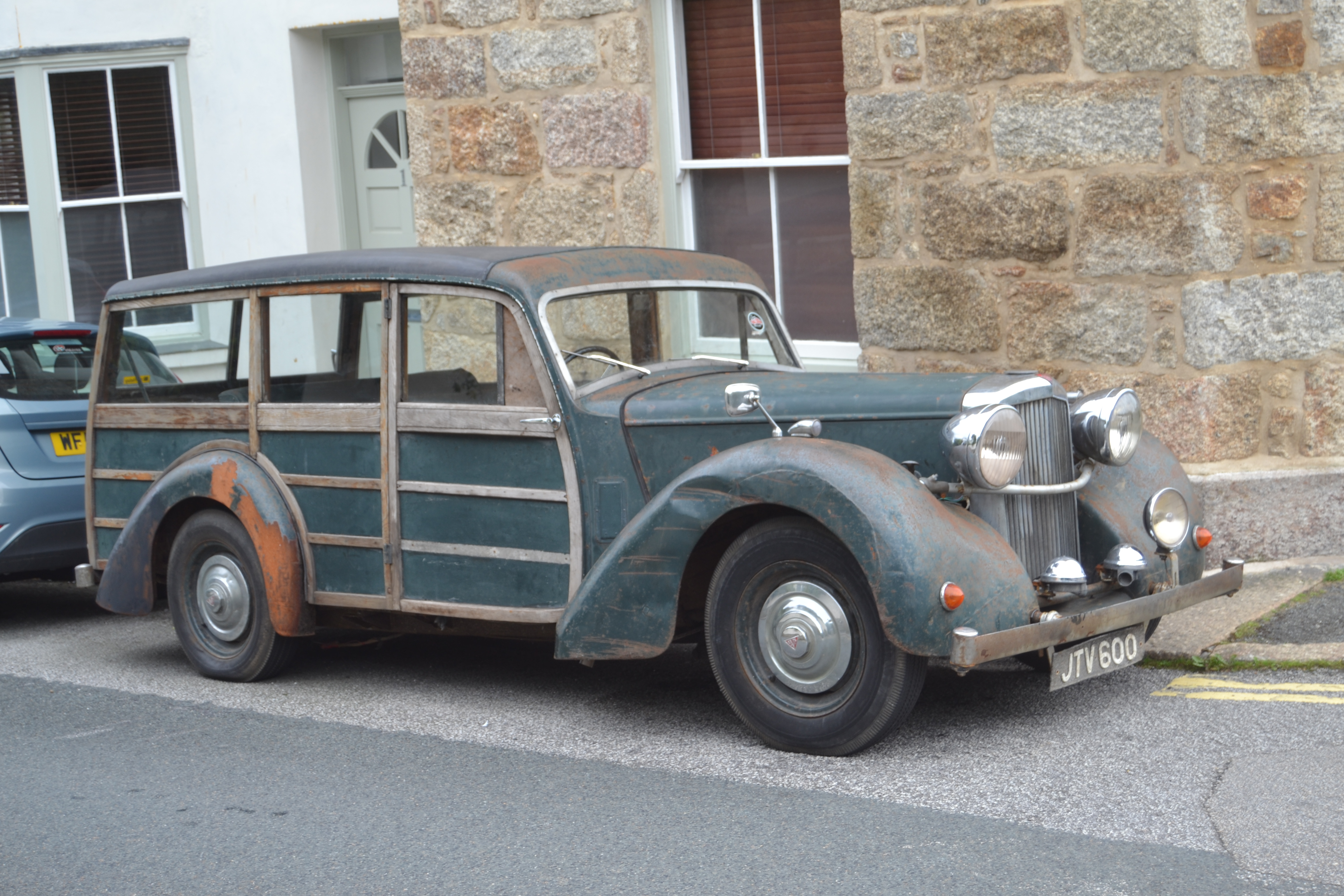
TA 14 Estate mit Jensen-Karosserie
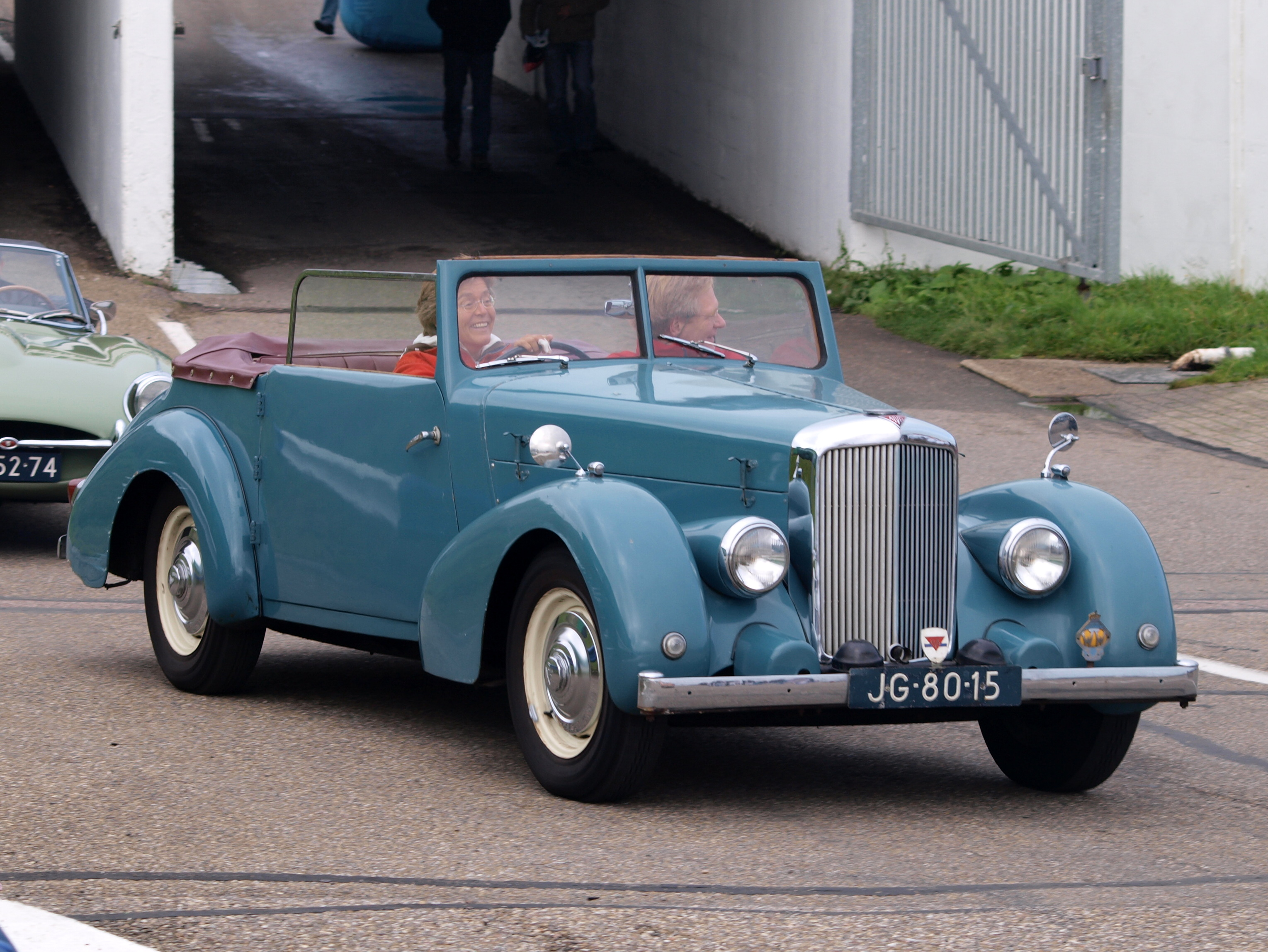
TA 14 Cabriolet mit Pennock-Aufbau

## Fahrleistungen
Die Höchstgeschwindigkeit betrug je nach Aufbau ca. 128 km/h. 1950 wurde der Typ TA 14 zugunsten der neuen Sechszylindermodelle eingestellt.

## TB14

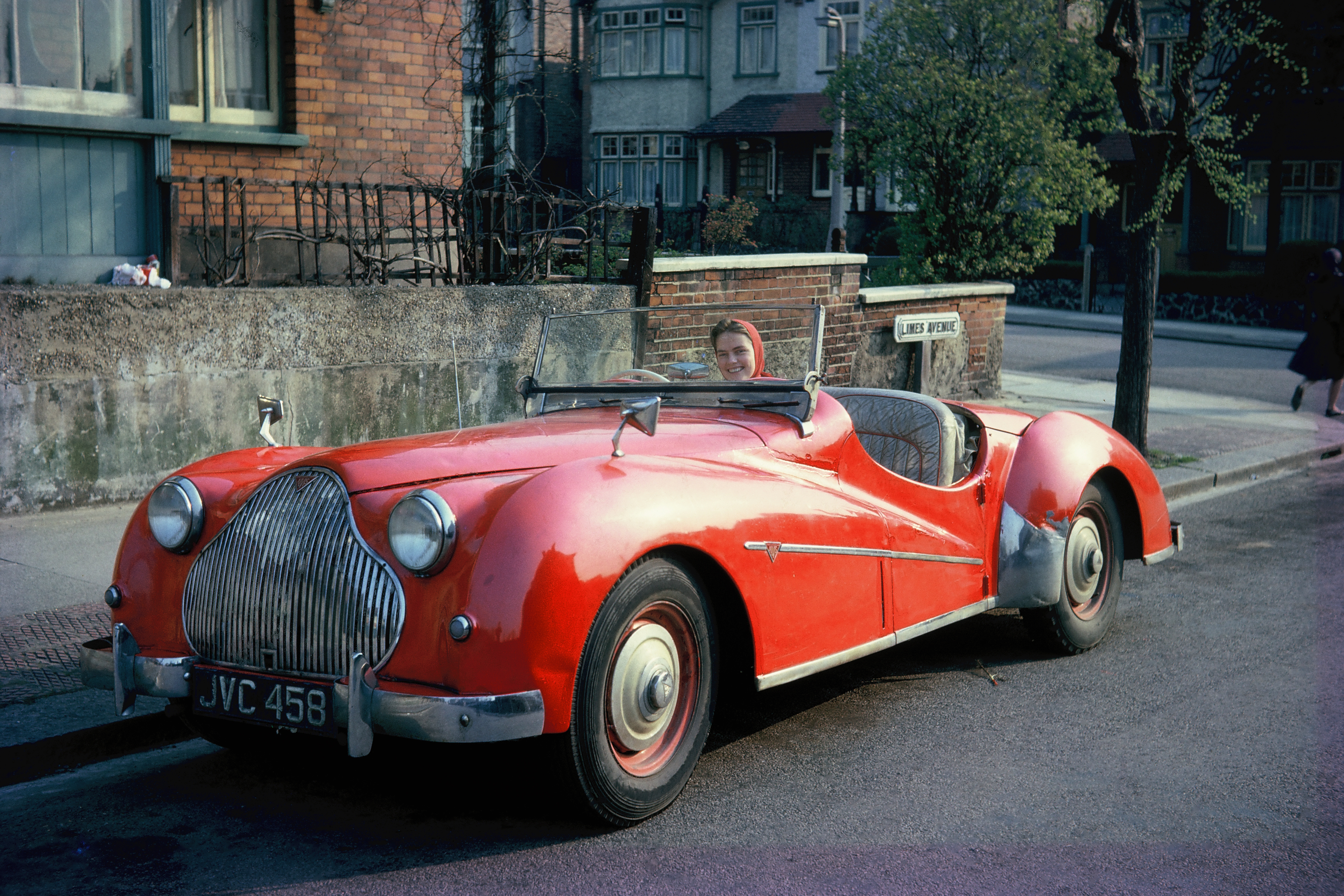
Alvis TB 14

1948 stellte Alvis dem TA 14 einen Roadster zur Seite, den Alvis TB 14. Er hatte die gleiche Maschine wie der TA 14, jedoch auf 68 bhp (50 kW) erstarkt. Die Karosserie war deutlich moderner als die der Limousine oder des Cabriolets und sah mit ihren integrierten Scheinwerfern und dem nierenförmigen, breiten Kühlergrill dem etwas später erschienenen Triumph TR2 nicht unähnlich. Die Karosserien des Roadster fertigte AP Metalcraft in Coventry.
1951 wurde der Roadster durch das Sechszylindermodell Alvis TB 21 abgelöst.